# Migros (protista)
Migros es un género de foraminífero bentónico de la subfamilia Pseudogaudryininae, de la familia Pseudogaudryinidae, de la superfamilia Textularioidea, del suborden Textulariina y del orden Textulariida. Su especie tipo es Gaudryina medwayensis. Su rango cronoestratigráfico abarca desde el Mioceno medio hasta la Actualidad.

## Clasificación
Migros incluye a las siguientes especies:
- Migros barakati
- Migros flintii
- Migros guttiformis
- Migros hanseni
- Migros karaisensis
- Migros medwayensis
- Migros oryzanus
- Migros parvulus
- Migros schoendorfi